# Mladí národní socialisté

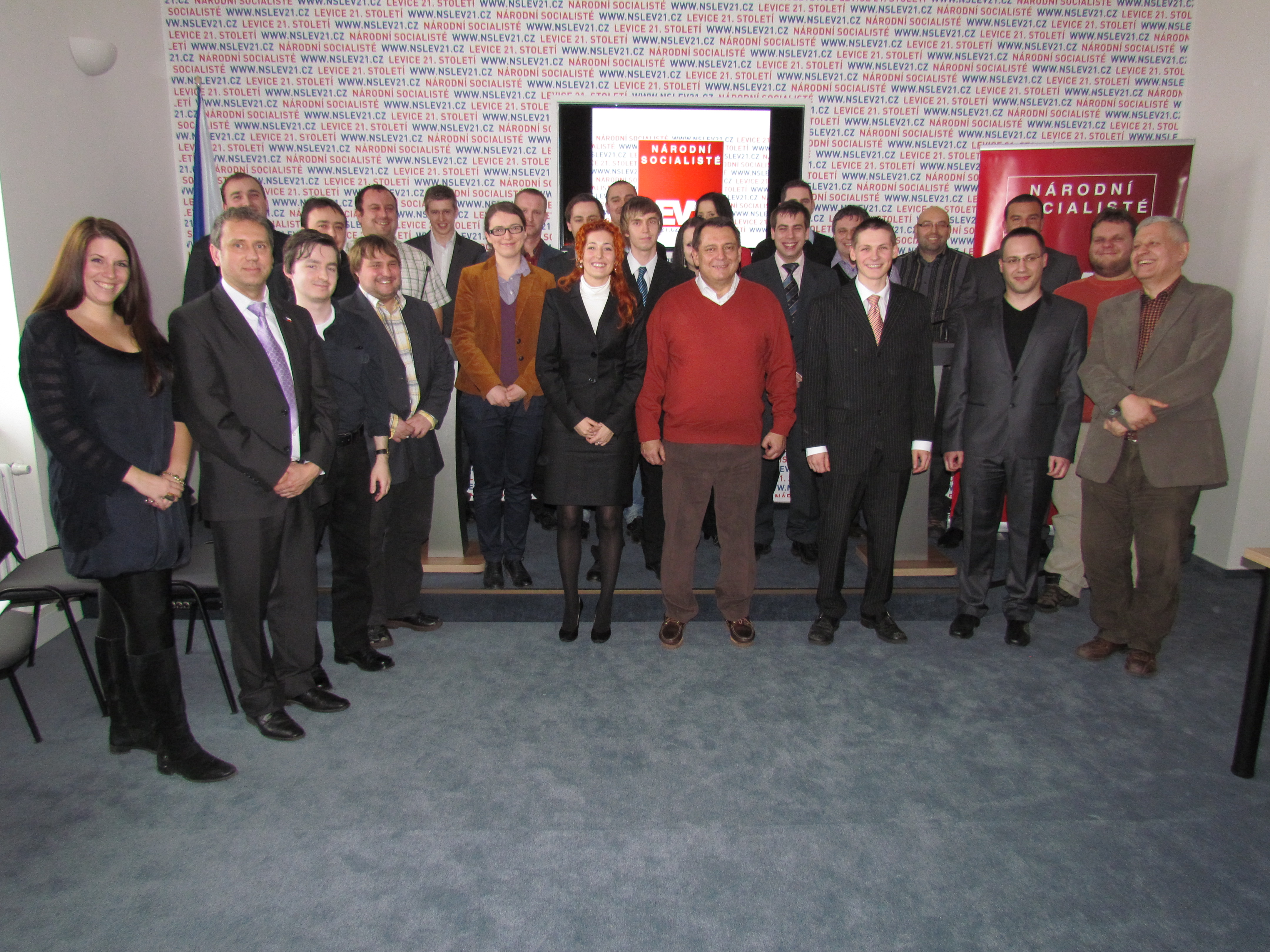
Delegáti ustavujícího sjezdu MNS

Mladí národní socialisté (zkratka MNS) byla česká národně socialistická mládežnická organizace v zaniklé politické straně Národní socialisté – levice 21. století, který sdružoval její členy strany do 35 let.
Ustavující sjezd MNS proběhl 18. února 2012 v Praze a z něj vzešel výbor MNS, který měl řídit organizaci mezi sjezdy. Mladí národní socialisté sdružovali kolem 200 členů.

## Výbor Mladých národních socialistů
- Předseda – Martin Palouš
- 1. místopředsedkyně – Bc. Tereza Holišíková
- Místopředseda pro sport a vzdělání – Bc. Lukáš Obst
- Místopředseda pro zahraničí – PhDr. Ondřej Kosina, Ph.D.
- Člen výboru, organizační struktura na Moravě – David Tomášek

## Rezoluce MNS
- Je proti mezinárodní smlouvě ACTA
- Je proti zavedení školného na VŠ a vměšování se politiků do univerzit